# Elisabeth von Thadden
Elisabeth von Thadden est une pédagogue et assistante sociale née le 29 juillet 1890 à Mohrungen et morte le 8 septembre 1944 à Berlin.
Elle s'engage dans la résistance allemande au nazisme, comme membre de l'Église confessante et du Cercle Solf. Elle et condamnée à mort par le Volksgerichtshof pour « préparation de haute trahison » et « atteinte aux forces combattantes » (Wehrkraftzersetzung) et exécutée dans la prison de Plötzensee le 8 septembre 1944.

## Biographie

### Jeunesse et famille
Elisabeth Adelheid Hildegard von Thadden est née le 19 juillet 1890 à Mohrungen dans une vieille famille noble de Poméranie et est la fille du propriétaire foncier Adolf von Thadden (de). Ses frères et sœurs plus jeunes sont Reinold (résistant au nazisme puis président de l'assemblée de l'Église protestante allemande), Marie-Agnes (« Anza »), Helene et Ehrengard (« Eta »). Son demi-frère Adolf von Thadden, né en 1921, est d'abord membre du Parti national-socialiste (NSDAP) en septembre 1939, puis fonde le Parti national-démocrate d'Allemagne (maintenant Die Heimat) après la Seconde Guerre mondiale.
Elle grandit dans le domaine de Trieglaff, fréquente un internat à Baden-Baden puis les Ecoles Reifenstein (en). Après le décès de sa mère en 1909, elle retourne à Trieglaff, et, pendant dix ans, gère la maison, le jardin et le nombreux personnel et prend en charge ses frères et sœurs plus jeunes. 
Au cours de ces années, Elisabeth von Thadden fait la connaissance de l'un de ses plus importants compagnons et mentors, Friedrich Siegmund-Schultze, pasteur pacifiste, fondateur avec sa femme de la Communauté des travailleurs sociaux de Berlin Est (Sozialen Arbeitsgemeinschaft Berlin-Ost). Avec lui, elle participe à l'organisation des évacuations d'enfants allemands vers le Danemark et les Pays-Bas pendant la Première Guerre mondiale et des séjours de repos pour les enfants de la ville, même dans le besoin, au domaine familial de Trieglaff.

### Formation et vie professionnelle
En 1920, son père épouse en secondes noces Barbara Blank. Elisabeth von Thadden et ses soeurs quittent alors Trieglaff. Elle s'installe à Berlin où elle travaille pour Friedrich Siegmund-Schultze et suit des cours à l’École sociale des femmes (Soziale Frauenschule) fondée par Alice Salomon. En avril 1922, elle réussit avec succès l'examen d'assistante sociale avec une spécialisation en protection de la jeunesse. 
En 1921, Elisabeth von Thadden travaille pendant l'été dans le camp de vacances dans le village souabe de Heuberg, fondé par la conseillère du gouvernement de Bade, Maria Baum. Elle en devient rapidement la directrice. 
Elle n'est cependant pas satisfaite de cette situation et souhaite un emploi permanent dans une école mais n'a pas les diplômes requis. Elle décide de créer une école, une maison d'éducation moderne. 
Mais avant cela, elle passe un an et demi au Schule Schloss Salem dirigé par Kurt Hahn pour se familiariser au fonctionnement de ce type d'institution.
À la recherche d’un lieu propice à son enseignement, Elisabeth von Thadden loue le château vacant de Wieblingen, près de Heidelberg, et fonde en 1927 une école protestante pour filles. Le concept de pédagogie scolaire (de) est basé sur le courant de l'Éducation nouvelle qui défend le principe d'une participation active des individus à leur propre formation, avec des valeurs chrétiennes. A l'ouverture, l'école accueille 13 jeunes filles qu'Elisabeth von Thadden souhaite former pour devenir « des femmes émancipées et indépendantes ». Elle rencontre un grand intérêt dans les cercles de la haute bourgeoisie et de l'aristocratie,,.
A cette époque Elisabeth von Thadden porte un certain intérêt aux idées nazies mais elle change rapidement d'avis en réalisant que la vision nazie pour l'Allemagne est en contradiction avec ses propres idées humanistes. 
En novembre 1934, elle rejoint l'Eglise confessante.  

### Résistance au nazisme
Elisabeth von Thadden est indignée par la politique raciste du régime nazi et la persécution des Juifs. Plusieurs de ses amis sont ostracisés dès la première année du régime nazi : Marie Baum perd son poste d'enseignante à l'Université de Heidelberg parce que sa grand-mère est juive, Alice Salomon perd toutes ses fonctions publiques et ne peut même plus rentrer dans son école, Kurt Hahn est arrêté et expulsé, tout comme Friedrich Siegmund-Schultze et d'autres membres du groupe des travailleurs sociaux.
Elisabeth von Thadden ignore les décrets officiels et continue à inscrire des filles juives dans son école et à fréquenter ses amis juifs. Elle emploie occasionnellement des personnes juives parmi le personnel non-enseignant.
Elisabeth von Thadden développe des contacts avec des opposants au régime nazi, notamment Helmut Gollwitzer (en), Martin Niemöller proches, comme elle, de l'Église confessante. Lors de ses voyages en Suisse, elle transporte des messages entre son ami  Hermann Maas (en),  pasteur de l'église du Saint-Esprit de Heidelberg qui défend les Juifs souhaitant quitter le pays et Friedrich Siegmund Schulze. 
En octobre 1940, l'école est évacuée vers Tutzing en Bavière parce qu'elle est trop proche du front occidental. Là, elle se trouve soumise à l'observation critique d'une femme nazie, qui dénonce l'école comme ayant un « manque de conviction », à la suite de quoi, Elisabeth von Thadden est interrogée par la Gestapo. Cet événement incite Elisabeth von Thadden à ramener l'école à Wieblingen, où elle espère être protégée du harcèlement en raison de sa bonne réputation. Mais le ministère de l'Éducation de Bade estimant que l'école ne présente « aucune garantie satisfaisante pour une éducation alignée sur le national-socialisme » et le soutien de dignitaires nazis dont les filles avaient fréquenté l'école ne suffit pas à la protéger. L'école est alors dirigé par un commissaire d'état. Elisabeth von Tadden retourne alors à Berlin où elle vit chez Anna von Gierke,,.
Elisabeth von Thadden travaille pour la Croix-Rouge allemande à partir de 1942 et s'occupe de foyers de prisonniers en France,.
À Berlin, Elisabeth von Thadden participe, avec Anna von Gierke et Hanna Solf, à des salons où ont lieu des discussions critiques sur le régime nazi et sur l'organisation sociale après son « effondrement » prévisible. En outre, elles aident occasionnellement les personnes persécutées à fuir, maintiennent le contact avec celles qui sont en exil et aident des personnes à se cacher et les soutiennent. 
L'espion de la Gestapo, Paul Reckzeh, réussit à infiltrer un goûter (Teegesellschaft) qu'Elisabeth von Thadden organise pour l'anniversaire de sa soeur Ehrengard, le 10 septembre 1943.  Il est chargé de découvrir les liens entre les groupes de résistance suisses et les personnalités de l'opposition en Allemagne. Il remet un rapport indiquant que « la majorité des personnes rassemblées [chez Hanna Solf] étaient préoccupées par l'idée de renverser le régime au pouvoir à l'époque »,,,. 

### Arrestation et exécution
Elisabeth von Thadden est arrêtée le 13 janvier 1944 et incarcérée au Camp de concentration de Ravensbrück. Le Volksgerichtshof présidé par Roland Freisler la condamne à mort le 1er juillet 1944 pour « préparation de haute trahison » et « atteinte aux forces militaires » (Wehrkraftzersetzung).
Elisabeth von Thadden est décapitée le 8 septembre à la prison de Plötzensee,.
Elle décrit son emprisonnement et son rôle dans la résistance le jour de son exécution au prêtre de la prison Ohm :
« Je fus arrêtée à Meaux, en France, à 8 heures du matin. Je fus amenée en voiture de Meaux à Paris, où je fus interrogé de 9 heures du matin à 6 heures du soir, ensuite une heure de dîner. L'interrogatoire continua pendant la nuit. Le lendemain, l’arrestation fut prononcée. Il y eut une possibilité d'évasion à plusieurs reprises, que je n'ai pas saisie consciemment, afin de ne pas mettre en danger mon frère. Ensuite, je fus amenée à Berlin et interrogée à nouveau toute la nuit. La sévérité de l'interrogatoire fut assez monstrueuse ! On m'a posé des questions sur l'Église confessante et Una Sancta. Pas un mot ne m'échappa qui aurait pesé sur les autres. Le camp de Ravensbrück était mauvais. Je n'ai rien à voir avec la tentative d'assassinat du 20 juillet, je ne connais aucune de ces personnes. J'avais trop d'influence, mon cercle était devenu trop important. Nous voulions fournir une aide sociale au moment où cette aide était nécessaire. Que ce moment devait venir était clair. Nous voulions être de bons samaritains, mais rien de politique. » (Von der Lühe 1966).
Le corps d'Elisabeth von Thadden est remise à sa famille par un médecin de l'hôpital de la Charité. En 1949, l'urne contenant ses cendres est enterrée dans le parc du château de Wieblingen.
Hans Rothfels écrit « [elle] ne s’est pas engagée dans une opposition active au sens politique du terme, mais par son existence exemplaire, elle a été une source de force pour les autres et un reproche contre le régime tout au long de sa vie ».

## Postérité
- Maria von Thadden enquête sur l'homme qui a trahi sa soeur jusque dans les années 1990. Sa fille, Marianne Wellershoff (de) mène aussi des recherches. Après la fin du régime nazi, Paul Reckzehil est condamné en République démocratique allemande le 3 juin 1950 à 15 ans de prison. Il meurt à Hambourg en 1996[12].
- En 1946, sous l'impulsion de Marie Baum et Hermann Maas, l'école d'Elisabeth von Thadden est reconstruit sous le nom d'école Elisabeth von Thadden. Malgré quelques changements, elle conserve un lien fort avec la philosophie de sa fondatrice et sa mémoire[2].
- La chapelle « Redemptoris Mater » au Vatican contient des mosaïques représentant des martyrs, parmi lesquels figure Elisabeth von Thadden[13].
- Un Stolperstein est apposé devant le numéro 12, Carmerstrasse, à Berlin-Charlottenbourg, en hommage[3].
- De nombreuses villes en Allemagne ont donné le nom d'Elisabeth von Thadden à des rues : Crailsheim, Dortmund, Eppelheim, Fulda, Heidelberg, Karlsruhe, Kiel, Leverkusen, Marbourg, Mannheim, Vechta et Wesel. À Weiterstadt, près de Darmstadt, le bureau de la communauté évangélique et diverses salles de réception sont installés dans la maison qui porte son nom.